# Kreuzkapelle (Retzstadt)
Die römisch-katholische, denkmalgeschützte Kreuzkapelle der Pfarrei St. Andreas ist eine Kapelle am nordwestlichen Ortsrand von Retzstadt, einer Gemeinde im unterfränkischen Landkreis Main-Spessart. Das Bauwerk ist unter der Denkmalnummer D-6-77-175-11 als Baudenkmal in der Bayerischen Denkmalliste eingetragen.

## Geschichte
Vermutlich bereits im späten 13. Jahrhundert wurde an der Stelle der heutigen Kreuzkapelle ein Gotteshaus errichtet, dessen Fußboden etwa 2 Meter unter dem aktuellen Niveau lag. Diese Kapelle wurde von mehreren Hochwassern heimgesucht, die durch Schlammschichten unter der aktuellen Kapelle und verschiedene Funde dokumentiert sind.
Um das Jahr 1400 scheint die Kapelle infolge des zweiten Hochwassers aufgegeben worden zu sein, woraufhin sie im Laufe der Zeit zerfiel. Zwischen 1400 und 1470 wurde die Kapelle bei weiteren Überflutungen mitsamt einer Siedlung östlich der Kapelle durch einen Erdrutsch zerstört.
Im Jahr 1480 erfolgte ein Neubau der Kapelle, die durch Weihbischof Georg Antworter konsekriert wurde. Die Weihe fand zu Ehren des heiligen Kreuzes, Unserer Lieben Frau sowie der Heiligen Valentin, Leonhard, Wolfgang, Urban, Katharina, Barbara, Dorothea und Margaretha statt.
Im Jahr 1750 wurde die Kapelle als ruinös beschrieben und noch im selben Jahr abgerissen. Unter Pfarrer P. Placidus Sutor entstand 1753 ein neues Gotteshaus, das der Kreuzkapelle ihre heutige Gestalt verlieh. Die Bauausführung erfolgte durch die Retzstadter Maurermeister Michael Lang und Lukas Erthel. Pfarrer Pater Anselm Will weihte die neue Kapelle am 7. Juni 1753.
Im Zuge der Säkularisation führte ein Kurfürstliches Dekret im Jahr 1804 zur Schließung der Kapelle. Erst 1954 fanden hier wieder öffentliche Gottesdienste statt. Bis 1963 hielt der Pfarrer hier regelmäßig monatliche Messen.
1969 erfuhr die Kapelle eine Innenrenovierung, gefolgt von einer Außenrenovierung von 1976 bis 1977. Unter der Leitung von Werner Kressirer aus Höchberg erfolgte in den Jahren 1992 bis 1994 eine erneute Außen- und Innenrenovierung.
Heute dient die Kreuzkapelle der Gemeinde für gelegentliche Sondergottesdienste wie Taufen, Maiandachten oder Gottesdienste der örtlichen Kolpingjugend.

## Architektur
Die Kreuzkapelle in Retzbach ist eine barocke Saalkirche mit flachgedecktem Langhaus und einem eingezogenen, dreiseitig geschlossenen Chor. Über dem Chor befindet sich ein Dachreiter, der mit einem Haubendach versehen ist. Die äußere Gestaltung der Kapelle besteht aus Putzmauerwerk mit Sandsteinrahmungen um Portal und Fenster.
Neben dem Sakralbau befindet sich eine dreiseitig geschlossene Kapellennische, die eine Rundbogenöffnung aufweist. Sie ist von einem Walmdach bedeckt und beherbergt eine eingestellte barocke Sandstein-Kreuzigungsgruppe aus dem Jahr 1718.

## Ausstattung
An der Stirnseite des Chores befindet sich ein großes Kruzifix, flankiert von den Figuren des heiligen Sebastian auf der linken Seite und des heiligen Andreas auf der rechten Seite, beide aus dem 18. Jahrhundert. Der hölzerne Volksaltar aus dem 20. Jahrhundert steht im Zentrum des Chors. Über dem Chorbogen prangt das Wappen des Bischofs Rudolf II. von Scherenberg.
Die Langhauswände zieren 14 gemalte Kreuzwegstationen, die im Jahr 1796 gestiftet wurden. Diese Kunstwerke befanden sich von 1804 bis 1969 in der Pfarrkirche St. Andreas, bevor sie ihren heutigen Platz in der Kreuzkapelle fanden. An der linken Langhauswand ist eine innen eingemauerte Sandsteintafel mit einer Inschrift aus dem Jahr 1480 zu finden, die die Weihe der Kapelle durch Weihbischof Georg Antworter dokumentiert.
Die Langhausdecke schmücken kunstvolle Stuckaturen aus dem 18. Jahrhundert, die 1894 ergänzt wurden.

## Glocken
| Nr. | Gussjahr | Gießer                                  | Durchmesser (cm) | Gewicht (kg) | Schlagton |
| --- | -------- | --------------------------------------- | ---------------- | ------------ | --------- |
| 1   | 1955     | Glockengießerei Otto, Bremen-Hemelingen | 37               | 40           | des1      |
| 2   | 1955     | Glockengießerei Otto, Bremen-Hemelingen | 32               | 30           | es1       |